# 亜龍湾

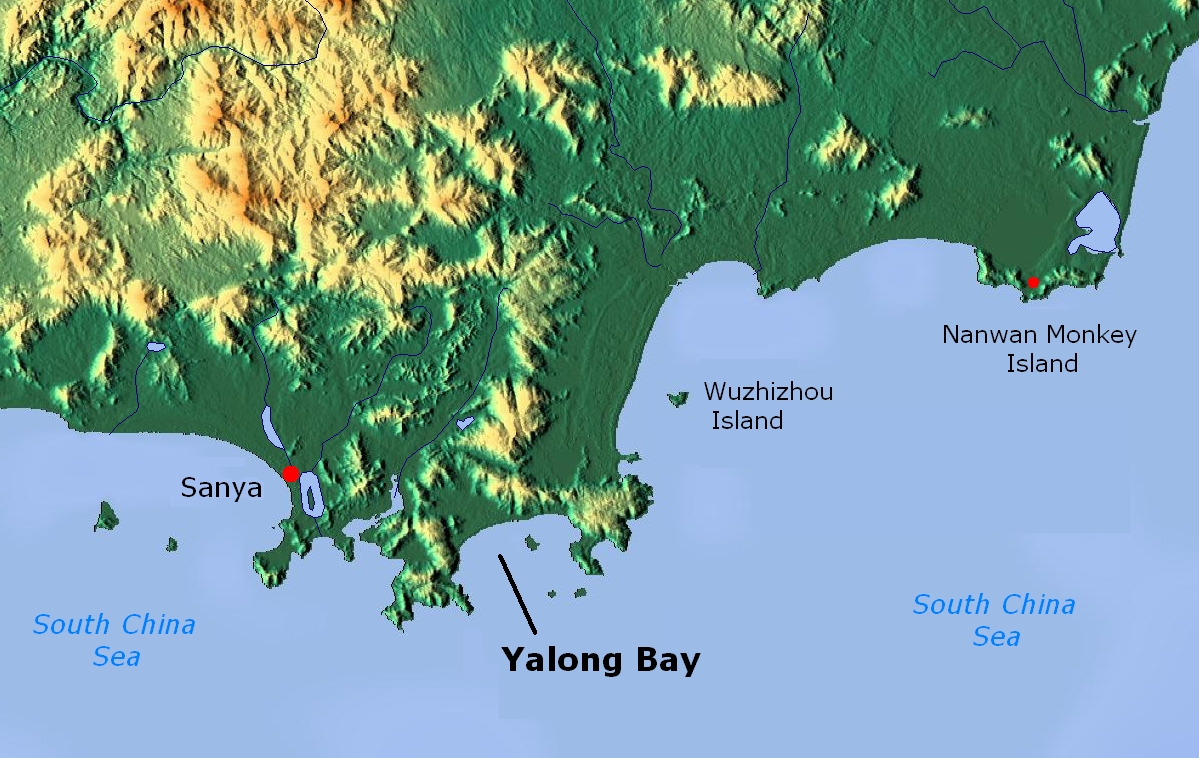
亜龍湾は三亜市内の東にある。

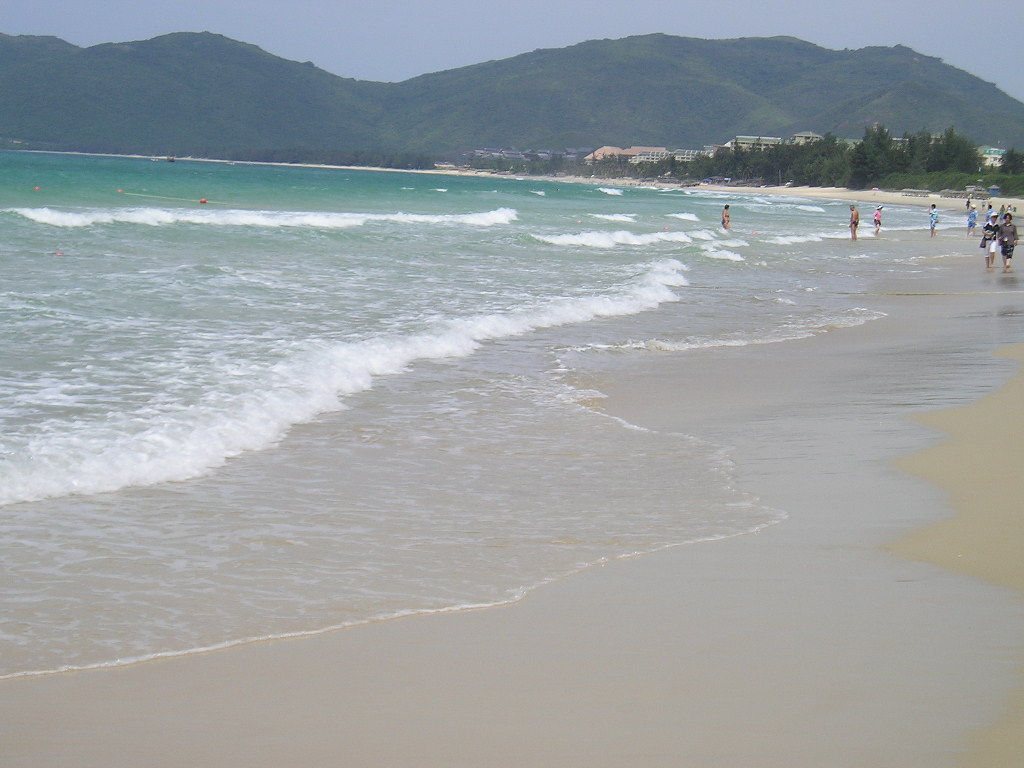
亜龍湾海岸から西を望む（2006年）

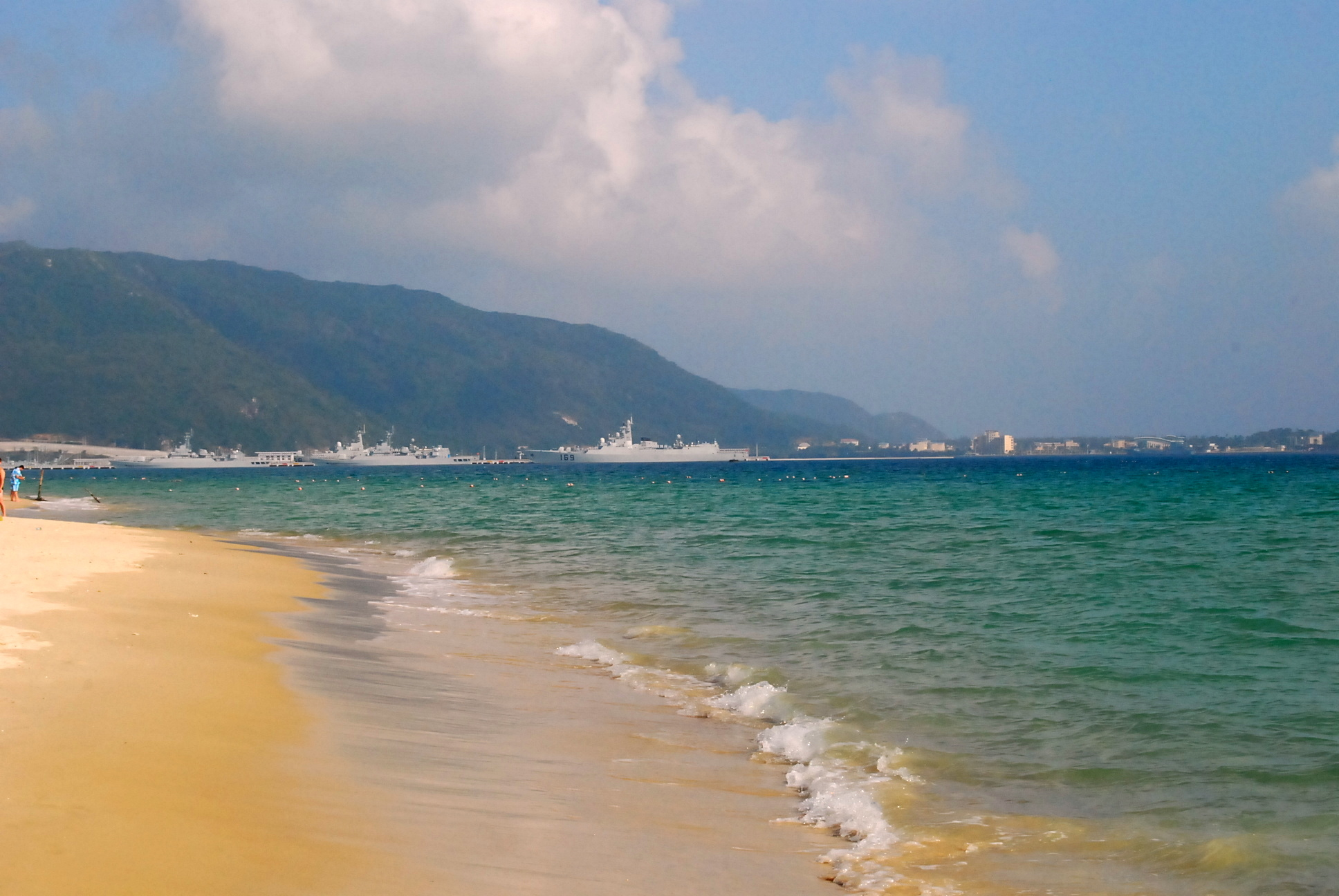
亜龍湾海岸から東、軍港を望む（2006年）

亜龍湾（ありゅうわん、中国語: 亚龙湾、英語: Yalong Bay、）は、中華人民共和国海南省三亜市の中心部から東にある南支那海の湾で、その海岸は中国有数の海浜リゾートで、湾の東側の半島には龍坡中国海軍基地がある。

## ホテル群
セント・レジス亜龍湾リゾート、シェラトン三亜リゾート、マリオットホテル、リッツカールトン三亜リゾート、プルマン (ホテル)亜龍湾、グランドハイアット、MGMグランドリゾートなど、多くの国際的なホテルが亜龍湾にオープンした。また、中国内の有名ホテルも数々この地域で営業している。

## 龍坡中国海軍基地
亜龍湾の東側には、中国人民解放軍海軍潜水艦第二基地がある。山東省青島市にある中国人民解放軍海軍潜水艦第一基地に次ぐ海軍潜水艦隊の基地であり、従来は楡林海軍基地東部地区と呼ばれてきた。

## 写真集

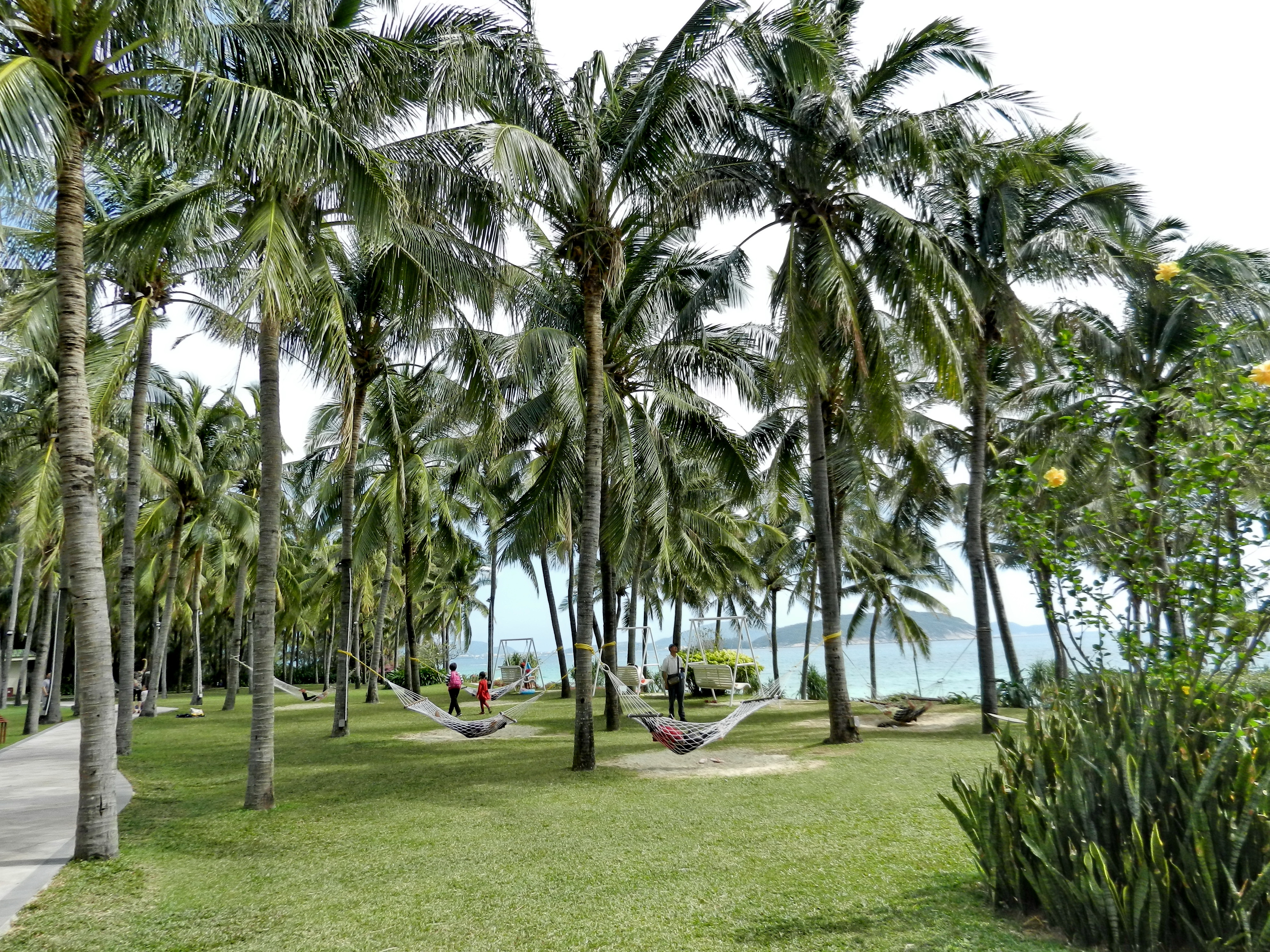
自然にあふれた海岸
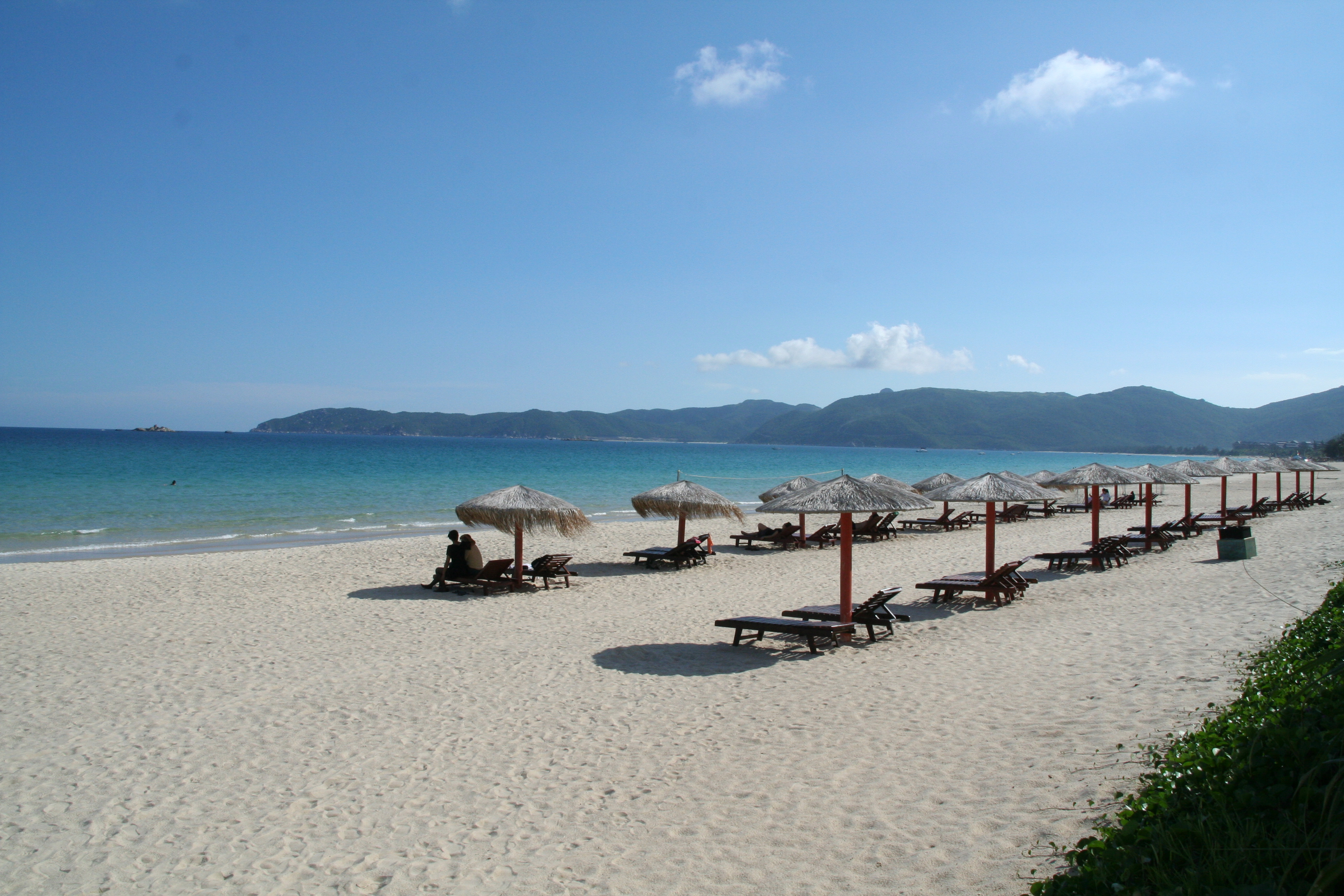
ホテル前の海岸

## 参照項目
- 海南省の観光